# Lijst van Palestijnse politieke partijen
| Naam                                                                            | Ideologie                                                    | Positie       |
| ------------------------------------------------------------------------------- | ------------------------------------------------------------ | ------------- |
| Democratisch Front voor de Bevrijding van Palestina                             | marxisme-leninisme                                           | extreemlinks  |
| Fatah/PLO                                                                       | secularisme, nationalisme                                    | centrumlinks  |
| Hamas                                                                           | Islamisme, Nationalisme, populisme, religieus conservatisme, | extreemrechts |
| Palestijnse Democratische Unie                                                  | progressivisme, secularisme                                  | centrumlinks  |
| Palestijns Nationale Initiatief                                                 |                                                              | centrum       |
| Palestijnse Volkspartij (Beter bekend als de Palestijnse Communistische Partij) | socialisme                                                   | extreemlinks  |
| Volksfront voor de Bevrijding van Palestina                                     | socialisme, marxisme-leninisme, secularisme                  | links         |
| Volksfront voor de Bevrijding van Palestina - Algemeen Commando                 | socialisme, secularisme                                      | links         |
| Al-Mustaqbal (Ook 'De Toekomst' genoemd)                                        | secularisme, nationalisme                                    | centrumlinks  |
| Derde Weg                                                                       |                                                              | centrum       |
| Palestijnse Populair Gevechtsfront                                              |                                                              | links         |